# Enshū Kobori
Enshū Kobori (jap. 小堀 遠州 Kobori Enshū), znany też jako Masakazu Kobori (jap. 小堀 政一 Kobori Masakazu; ur. 1579, zm. 1647) – japoński artysta, kaligraf, ogrodnik, architekt, mistrz miecza oraz ceremonii herbacianej.

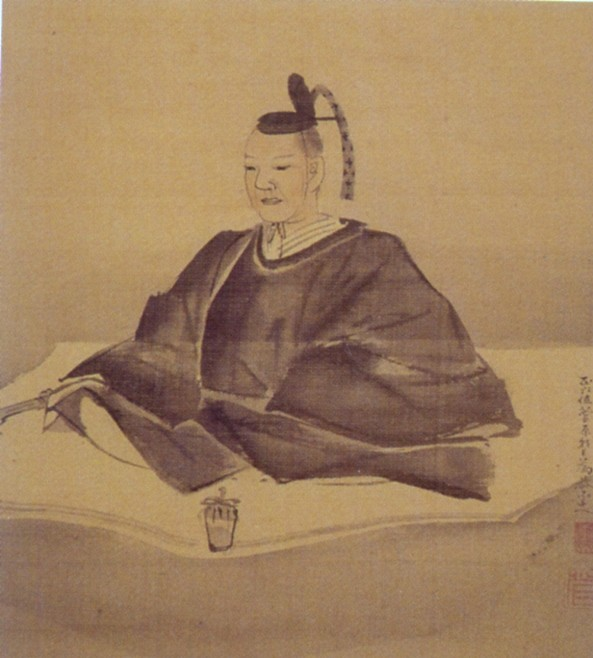
Enshū Kobori

Pochodził z prowincji Ōmi. Jego ojciec, Masatsugu Kobori, wywodził się z lokalnej arystokracji i służył u daimyō z rodu Asai, a po jego upadku u Hideyoshi Toyotomiego. Młody Enshū pełnił służbę u Hidenagi Toyotomiego w zamku Kōriyama, a po śmierci ojca w 1604 roku odziedziczył lenno z dochodem szacowanym na 12 tysięcy koku ryżu.
Służył na dworze Hideyoshi Toyotomiego, a następnie trzech pierwszych siogunów z rodu Tokugawa. Sprawował liczne urzędy publiczne, w 1608 roku został mianowany gubernatorem prowincji Tōtōmi. Twórca szkoły herbacianej Enshū-ryū (był uczniem Furuty Oribe). Niewiele wiadomo na temat jego życia prywatnego. Wiadomo, że otaczał mecenatem liczne wytwórnie ceramiki, produkujące naczynia do picia herbaty. Przypisuje mu się zaprojektowanie licznych pawilonów herbacianych (chashitsu) w okolicach Kioto, m.in. w świątyni Nanzen-ji i pałacu Katsura. Miał także brać udział przy budowie kilku zamków, m.in. Nijō-jō w Kioto.
Był jednym z uczniów i spadkobierców Dharmy mistrza zen Shun’oku Sōena (1529–1611) ze szkoły rinzai. Otrzymał buddyjskie imię Sōho (宗甫).